# 管樂合奏
管樂合奏又稱吹奏樂，約等同德語的「管樂音樂」（Blasmusik），可指由管樂器（包括木管、銅管）組成的樂團所演奏的音樂及活動。在歐洲主要以軍樂隊的形式出現，美國方面則以學生樂團居多。此外，除了一般的木管與銅管樂器外，因應曲目及場合的需求，有時也會有弦樂器、打擊樂器的加入。
管樂合奏源於軍樂隊，本來的意義在於鼓舞部隊士氣，經20世紀的發展迄今，則多以音樂廳演出及室外樂旗隊二類形式為主。在美國與日本，官方及民間的管樂合奏活動皆十分興盛，另外在荷蘭、比利時與法國等地，也有為數可觀的管樂團體。

## 組成

### 使用樂器
管樂合奏團體的編制並沒有標準化；作曲家常會視情況增刪所使用的樂器。每個分部經常是要兩位演奏家演奏；以下列出經常使用的樂器。
- 木管樂器
  - 無簧樂器
    - 長笛 第1部、第2部（選用第3部）
    - 短笛
    - （中音長笛、低音長笛）

  - 雙簧樂器
    - 雙簧管 第1部、第2部
    - 英國管
    - 巴松管 第1部、第2部
    - （倍低音管）

  - 單簧樂器
    - 單簧管
    - E♭調單簧管
    - B♭調單簧管 第1部、第2部、第3部
    - E♭調中音單簧管
    - B♭調低音單簧管
    - （倍中音單簧管、倍低音單簧管）
    - 薩克管
    - （高音薩克管）
    - 中音薩克管 第1部、第2部
    - 次中音薩克管
    - 上低音薩克管
    - （低音薩克管）
- 銅管樂器
  - 高音銅管
    - 小號或短號 第1部、第2部、第3部（選用第4部）
    - （柔音號）

  - 中音銅管
    - 法國號 第1部、第2部、第3部、第4部

  - 低音銅管
    - 長號 第1部、第2部、第3部
    - （低音長號）
    - 上低音號
    - 低音號
- 打擊樂器
  - 無音高打擊樂器
    - 小鼓
    - 大鼓
    - 爵士鼓
    - 通通鼓
    - 康加鼓
    - 邦哥鼓
    - 手鈸
    - 吊鈸
    - 搖鼓
    - 三角鐵
    - 木魚

  - 有音高打擊樂器
    - 定音鼓
    - 鐵片琴
    - 木琴
    - 馬林巴琴
    - 顫音琴
    - 管鐘
- 其它
  - 鋼琴
  - 豎琴
  - 低音提琴

### 樂隊類型

#### 銅管樂團
顧名思義，銅管樂團（Brass band）是由銅管樂器組成的。使用的銅管樂器種纇比一般管樂團通常使用的要多，包括柔音號（Flugelhorn）、短號、高音短號、中音號（Alto horn）、F調低音號等，在打擊樂器的使用上與管樂團相似。銅管樂團常見於歐美各地，然而雖然配置相似，各地的銅管樂團卻因為自己的文化和民風而使演奏風格大不相同。銅管樂團演奏的音樂纇型十分廣範，與一般的管樂團幾乎無異。
目前臺灣僅有兩業餘英式銅管樂團－金頌銅管樂團及高雄金讚銅管樂團在運作中。

#### 木管合奏團
木管合奏團（Woodwind choir）是在管樂世界的另一面的一個新興的合奏型式。它由管樂團中的的木管部分（長笛、雙簧管、單簧管、低音管、薩克管）組成，不包括打擊樂器。因為這是專為木管而設的合奏，所以使用的樂器也非常的廣範，短笛、英國管、倍低音管、倍中音單簧管和倍低音單簧管等都會被用上。但木管合奏團的曲目到目前為止還是很有限，而且是以教育方向為主。

#### 管樂團
管樂團（Concert band, Wind band）通常指非謀利的業餘管樂團隊。Concert Band和Wind Band無論在配置和演奏曲目上都沒有明顯差異，但。

#### 敲擊樂團
敲擊樂團（Percussion Band）是由敲擊樂器組成的。

#### 步操樂團及鼓號樂團
步操樂團（Marching Band）也被稱為銀樂隊、樂旗隊。步操樂團常常在戶外表演，通常會穿上漂亮的制服。在演奏音樂的同時，以步操排列成不同的隊形，甚至加上少量的舞蹈。步操樂團通常會有一個領袖，使用軍樂隊專用指揮棒來指揮並帶領樂隊做出不同的列隊和動作。步操樂團經常在各種節慶、儀式、巡遊表演中作為儀仗隊，也會在一些運動會作為開幕表演或啦啦隊。
鼓號樂團（Drum Corps）也被稱步操樂團.
很多軍隊和警察都設有軍樂隊或者行進樂隊。軍樂隊除了作為儀仗和音樂表演以外，也有激勵士氣和帶領軍隊步操的用途。中國大陸有解放軍軍樂團 ，台灣有中華民國國防部國防部示範樂隊，香港有香港警察樂隊。美國設有空軍軍樂團，日本、歐洲各國亦有為數不少的軍樂隊。有時也有一些軍隊的樂隊並非銅管樂，例如風笛隊。
和一般管樂隊不同的是，為了便於擕帶在身上，有些樂器的型制會有所不同，例如一些打擊樂器須以背帶背在身上等等。

## 著名作品
近代特別為管樂合奏所作的作品，可追溯至18世紀末期，戈塞克和卡特尔的幾首序曲。此外莫扎特的創作中，也有幾首純為管樂器寫成的小夜曲（serenade）。19世紀則有门德尔松、柏辽兹、梅耶贝尔、瓦格纳、聖桑等人陸續為這個形式貢獻己力。
20世紀是管樂作品開花結果的時刻，霍尔斯特、葛人傑、佛漢·威廉斯、施米特等人的作品，將這種藝術形式推升至前所未見的高度。除上述作曲者外，約翰·菲利普·蘇沙所創作的大量美式進行曲，堪稱是另一個典型。
在管樂合奏活動漸漸興盛的同時，也出現了將管弦樂團的作品改編為管樂合奏演奏的風潮。費雪（C. Fischer）所出版的「管樂團系列」（BAND Edition），便囊括了這類型的許多作品。

## 著名人物

### 作曲家
- Bert Appermont
- 詹姆斯·巴恩斯
- John Barnes Chance
- James Curnow
- Frank William Erickson
- Morton Gould
- 羅伯特·積格
- 约翰·德·梅杰
- 艾佛·列特
- Steven Reineke
- 威廉·舒曼
- Robert Sheldon
- Robert W. Smith
- 菲利浦·史巴克
- 詹姆斯·斯威灵珍
- Frank Ticheli
- Josef Wagner
- 伊藤康英
- 岩井直溥
- 天野正道
- 後藤洋
- 高昌帥
- 八木泽教司
- 真島俊夫
- 星出尚志
- 保科洋
- 清水大輔
- 酒井格

### 指揮
- 弗雷德里克·芬奈爾